# Dorking Wanderers F.C.

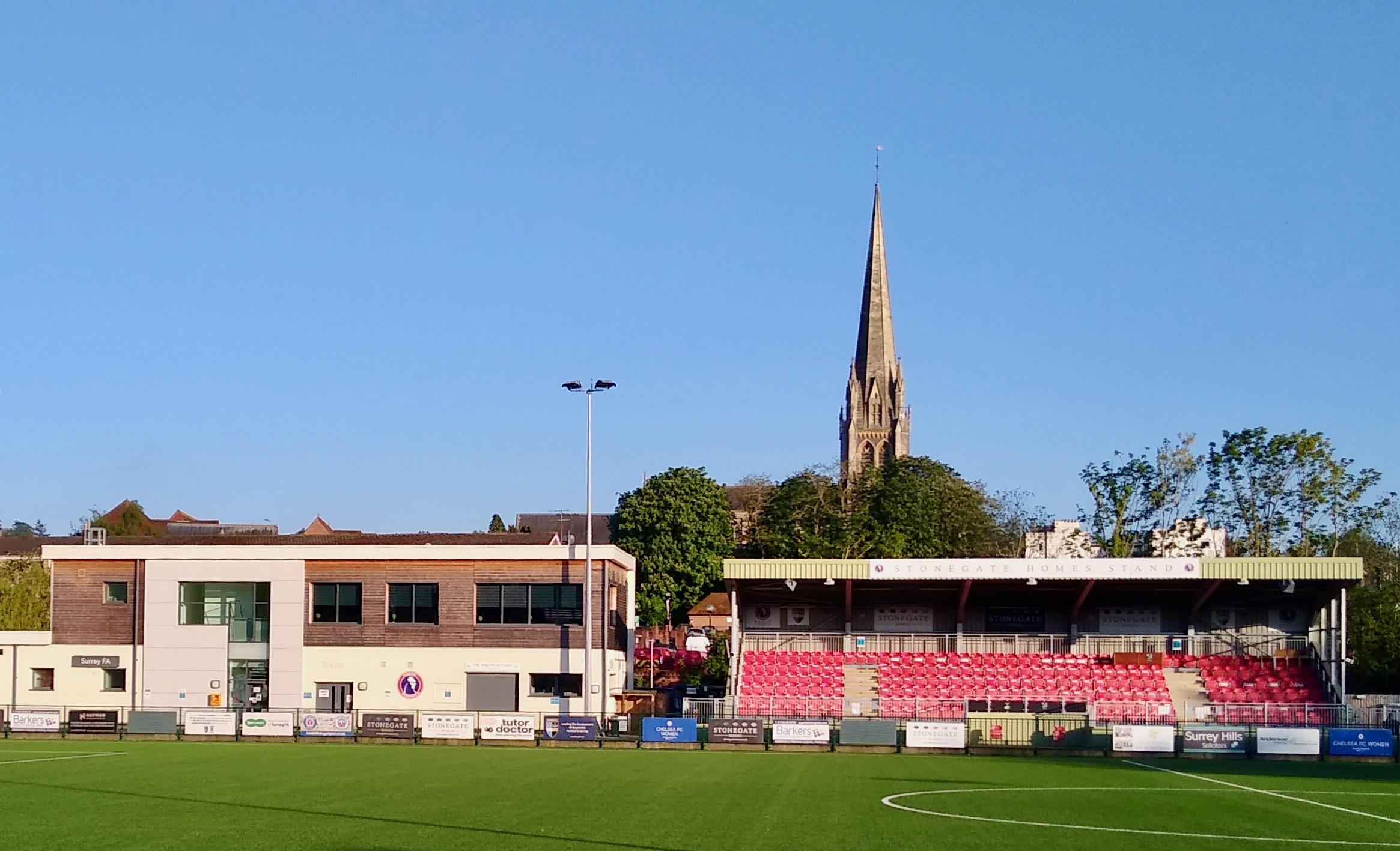
Sân vận động Meadowbank

Dorking Wanderers FC là một câu lạc bộ bóng đá bán chuyên nghiệp có trụ sở tại Dorking, Surrey, Anh. Trực thuộc Surrey County Football Association, đội bóng hiện thi đấu tại National League, cấp độ thứ 5 của bóng đá Anh, và có sân nhà ở Meadowbank.

## Danh hiệu
- Isthmian League
  - Nhà vô địch Premier Division mùa giải 2018–19
- Southern Combination
  - Nhà vô địch Division Three mùa giải 2010–11
- West Sussex League
  - Nhà vô địch Premier Division mùa giải 2006–07
  - Nhà vô địch Division Two North mùa giải 2003–04
  - Nhà vô địch Division Four North mùa giải 2000–01